# فورت اتکینسن (ویسکانسین)
فورت اتکینسِن (به انگلیسی: Fort Atkinson) شهری در شهرستان جفرسون ایالت ویسکانسین است که در سال ۱۸۷۸ بنیان‌گذاری شده‌است. این شهر طبق سرشماری سال ۲۰۱۰ میلادی ۱۲٬۳۶۸ نفر جمعیت داشته‌است.